# Araneus adjuntaensis
Araneus adjuntaensis este o specie de păianjeni din genul Araneus, familia Araneidae. A fost descrisă pentru prima dată de Petrunkevitch, 1930.
Este endemică în Puerto Rico. Conform Catalogue of Life specia Araneus adjuntaensis nu are subspecii cunoscute.